# Кутепова, Полина Павловна
Поли́на Па́вловна Куте́пова (род. 1 августа 1971, Москва, СССР) — советская и российская актриса театра и кино, заслуженная артистка Российской Федерации (2004).

## Биография
Родилась 1 августа 1971 года в Москве в один день со своей сестрой-близнецом Ксенией.
Вместе с сестрой-близнецом готовилась к артистической карьере с детства. Занималась в театральной студии и киношколе. Снималась в кино. В 1993 году окончила режиссёрский факультет ГИТИСа (мастерская Петра Фоменко). С 1993 года — актриса Московского театра «Мастерская П. Фоменко».

## Семья
- муж — Евгений Каменькович (род. 9 ноября 1954), режиссёр.
- дочь — Надежда Каменькович (род. 6 мая 1997).
- свекровь — Ирина Молостова (1929—1999), театральный режиссёр.
- сестра — Ксения Кутепова (род. 1 августа 1971).

## Избранные театральные работы
- Виола в «Двенадцатой ночи» У. Шекспира,
- Аннушка, Княжна Шлепохвостова во «Владимире III степени» Н. Гоголя,
- Мастерица модной лавки в «Приключении» М. Цветаевой,
- Купавина в «Волках и овцах» А. Островского,
- Квентина Компсон в «Шуме и ярости» У. Фолкнера,
- Леди Бракнелл в «Как важно быть серьёзным» О. Уайльда,
- Коломбина и Маска в «Балаганчике» А. Блока,
- Девушка в «Тане-Тане» О. Мухиной (приз за лучшую женскую роль театрального фестиваля «Контакт», г. Торунь, Польша, 1996),
- Верочка в «Месяце в деревне» И. Тургенева,
- Маша в «Трёх сестрах» А.Чехова,
- Саша в «Фантазиях Фарятьева» А.Соколовой,
- Молли Блум в «Улиссе» Дж. Джойса (премия «Золотая маска» 2010 года за лучшее исполнение женской роли[5]),
- Критик в «Даре» Вл. Набокова (2012).

## Фильмография
- 1981 — Куда он денется! — Полина Гребенько, дочь Екатерины
- 1981 — Василий и Василиса — дочь Вологжиных
- 1984 — Рыжий, честный, влюблённый — Лаура, сестра Людвига
- 1992 — Контрабандист — Русакова
- 1993 — Дети играют в Россию / Les enfants jouent à la Russie — горничная, одна из «чеховских» сестёр
- 1993 — Настя — Настя Плотникова
- 1995 — Мелкий бес — Людмила
- 1995 — Орёл и решка — Зина Прищепкина
- 1999 — Умирать легко — Лиза
- 2001 — Дальнобойщики (третья серия «Экспедитор») — Марина, экспедитор
- 2003 — Прогулка — императрица Екатерина II Алексеевна
- 2004 — Штрафбат (шестая серия) — Катерина
- 2005 — Всё золото мира — Александра
- 2005 — Инди — Лиза, жена Арсения
- 2007 — Отец — Люба
- 2008 — Мой муж — гений — Вера Судакова
- 2009 — Обстоятельства  — Лиза
- 2009 — Чудо — Наташа Артемьева, жена Николая
- 2009 — Пелагия и белый бульдог — Пелагия, монахиня (она же — Полина Лисицына)
- 2009 — В Париж! — Маша
- 2010 — У каждого своя война — Люба
- 2010 — Каденции — Вера, юрист
- 2011 — Дом ветра — Таисья Левшина, дворничиха
- 2012 — Военный госпиталь — Ольга
- 2012 — Здрасьте, приехали! — дама с торшером
- 2014 — Две зимы и три лета — Лизавета Пряслина
- 2016 — Петербург. Только по любви
- 2016 — Синяя роза — Лиза
- 2017 — Я требую любви! — Галина
- 2018 — Дипломат — Сима, работница МИДа
- 2019 — Портрет незнакомца — Тамара
- 2019 — Мёртвое озеро — Татьяна Петровна Уточкина
- 2020 — Королева — Наталья
- 2020 — Хороший человек — Кононова
- 2021 — Чиновница — Вероника
- 2022 — Другое имя — косметолог
- 2022 — Идентификация — Мария Мазьяне, мать Валерии
- 2022 — Единица Монтевидео — Коротаева
- 2022 — Васнецова — Лидия Зайцева
- 2023 — Каникулы — Мария Генриховна
- 2023 — Раневская — Павла Вульф
- 2025 — Пророк. История Александра Пушкина — гадалка Кирхгоф

### Телеспектакли
- 1985 — С нами не соскучишься

### Озвучивание мультфильмов
- 2003 — Девочка Люся и дедушка Крылов — Люся / куклы
- 2004 — Про мышонка — Мышонок
- 2013 — Ку! Кин-дза-дза — Елена Ивановна Царапкина, мама Толика
- 2013 — Возвращение Буратино — Пьеро
- 2015 — Ми-Ми-Мишки — Тучка / второстепенные персонажи
- 2016 — Сказочный патруль и его спин-офф — Снежка / Мальвина / дополнительные голоса
- 2021 — Кощей. Начало — Снежка

## Признание и награды
- 1995 — премия газеты «Комсомольская правда» лучшей актрисе года
- 1996 — специальный приз лучшей молодой актрисе на театральном фестивале «Контакт-1996» в Польше (спектакль «Таня-Таня»)
- 1997 — премия «Кинотавра» «Золотой Овен» за вклад в киноискусство.
- 1997 — премия «Кумир» в номинации «Будущий кумир».
- «Овен-1996»
- «Овен-1999»
- 2004 — Лауреат театральной премии «Чайка»
- 2004 — Заслуженный артист Российской Федерации
- 2005 — Премия Хрустальная Турандот
- 2007 — Лауреат Международной театральной премии им. К. С. Станиславского за 2007 год в номинации «Мастерство актёра. Женская роль»[6]
- 2010 — Лауреат Национальной театральной премии «Золотая маска» за роль Молли Блум в спектакле театра «Мастерская П. Фоменко» «Улисс»[5].